# Alexander Neumüller
Alexander Neumüller (* 2. března 1966) je bývalý rakouský zápasník, reprezentant v zápase řecko-římském. V roce 1988 na olympijských hrách v Soulu vypadl v kategorii do 130 kg ve třetím kole. V roce 1990 vybojoval ve stejné kategorii 4. místo na mistrovství světa.